# رحمة حيدر
رحمة حيدر (1886 - توفيت بعد عام 1935)، والتي توصف أحيانًا باسم «الأميرة» رحمة حيدر، كانت معلمة ومحاضرة سورية المولد عاشت في لوس أنجلوس، كاليفورنيا.

## النشأة
قيل إن رحمة حيدر من بعلبك في منطقة جبل لبنان. التحقت بالمدرسة المشيخية في صيدا، ثم بجامعة دينيسون في ولاية أوهايو الأمريكية. وذكرت روايات أخرى أن مسقط رأسها هو دمشق. تم تعيينها كمبشرة مسيحية للسوريين في لوس أنجلوس عام 1909، بموجب المؤتمر المعمداني الشمالي.

## مسيرتها
أنشأت رحمة مدرسة للأطفال الناطقين باللغة العربية في لوس أنجلوس. كما أدارت مدرسة الأحد المعمدانية للأطفال، ومدرسة مسائية للشباب والشابات من الجالية السورية هناك. مع بعض الدعم من رجل الأعمال السوري فارس بهنسي، جمعت رحمة أموال التبرعات في حفل سنة 1909 شاركت فيه نساء من مجتمع لوس أنجلوس، مرتدين ما اعتبرنه ملابس شرق أوسطية «جذابة» لملابس الشرق الأوسط، في مسابقة ملكة، وأجريت مسابقة ملكة جمال.
بعد انتهاء التزامها التبشيري، قامت حيدر بجولة من منتصف العقد الأول من القرن العشرين إلى منتصف الثلاثينيات بصفتها «الأميرة رحمة» (وهو لقب منحته لنفسها)، في الولايات المتحدة وكندا، لإلقاء محاضرات حول التاريخ والثقافة السورية لمجموعات الكنيسة والمجتمعات الآخرى. في العديد من أسفارها، سافرت معها الآنسة لوسيل بورغس، التي شاركتها في الأجزاء الدرامية والموسيقية من عروضها. في وقت لاحق من مسيرتها، أضافت عرض شرائح وفيلمًا قصيرًا إلى عروضها التقديمية. قدمت حيدر وبورغس أحيانًا دروسًا في التمثيل أيضًا، وقاموا بإخراج أفلام تصور الأطفال المحليين في مواكب ملكات الكتاب المقدس، وذلك عندما كانت تطول زيارتهم لبلدة ما.
في عام 1927، نشرت مراجعة في "The Windsor Star" في أونتاريو كلماتها هذه: «دافعي في الظهور أمامكم الليلة هو إعطائكم معرفة أوضح بسوريا والسوريين وتصحيح العديد من الانطباعات الخاطئة الحالية حول بلدي. إنها أرض صغيرة عزيزة على قلب كل مسيحي، لكنها أرض تم رميها من يد إلى يد، ونهبها ودحرها من قبل العديد من الأمم».
نُشرت السيرة الذاتية لرحمة حيدر، «تحت النجوم السورية»، عام 1929. والكتاب أقرب إلى أن يكون وصفا لرحلاتها وما قابلته من أشخاص وبلدان، من كونه سيرة ذاتية.
كان آخر ظهور علني لها في كورتلاند، نيويورك في يناير 1936.